# Fangschuss (Jagd)
Als Fangschuss wird in der Jägersprache derjenige Schuss bezeichnet, welcher abgegeben wird, um schwer verletztes oder nicht unmittelbar tödlich getroffenes Wild zu erlegen. Der Fangschuss steht oft am Ende einer Nachsuche oder nach einem Verkehrsunfall, bei dem Wild verletzt wurde und deshalb von seinem Leid erlöst werden muss. Der Fangschuss ist eine nahezu schmerzlose und die schnellste Art der Tötung, denn beim Eindringen des Geschosses in den Hirnstamm setzen sofort alle Reflexe, die Atmung, der Herzschlag und das Bewusstsein aus.
Im Gegensatz zum Fangstoß mit der kalten Waffe (vulgo Messer) muss sich der Ausführende nicht in unmittelbare Gefahr begeben, selbst verletzt zu werden.

## Rechtslage in Deutschland und der Schweiz
Rechtlich und jagdlich ist der Fangschuss im § 19 Abs. 1 Nr. 2 lit. d des Bundesjagdgesetzes und durch weitere Gesetze und Verordnungen geregelt. In der Schweiz ist der Fangschuss als „Abschuss kranker und verletzter Tiere“ im Rahmen des Bundesgesetzes über die Jagd und den Schutz wildlebender Säugetiere und Vögel (Jagdgesetz, JSG) in Abschnitt 3 Artikel 8 geregelt.
In Deutschland ist nach § 19 („Sachliche Verbote“) Abs. 1 Nr. 1 des Bundesjagdgesetzes die Verwendung von Schrot, Posten, gehacktem Blei, Bolzen oder Pfeilen zum Fangschuss auf Schalenwild und Seehunde verboten. Jagdexperten wie Bruno Hespeler und andere kritisieren diese Regelung. Ein Schrotschuss aus sehr kurzer Entfernung auf den Träger (Hals) eines Rehs ist sofort tödlich und die Gefährdung durch abprallende oder unkontrolliert fliegende Geschosse oder Geschossteile ist im Vergleich zu einem Vollgeschoss geringer, da die Masse der einzelnen Schrotkörner eher wenig Geschossenergie über größere Entfernungen umsetzen kann.

## Gängige Fangschusswaffen
Jäger benutzen zu diesem Zweck Repetierbüchsen, häufig aber auch eine spezielle Fangschusswaffe (in der Regel eine großkalibrige Gebrauchspistole oder einen Revolver), also eine Kurzwaffe. Die Munition für einen Fangschuss muss (laut Bundesjagdgesetz) mindestens 200 Joule Energie an der Laufmündung aufweisen, um das Leiden des Tieres nicht unnötig zu verlängern (in Österreich: mindestens 250 Joule). Diese Energie wird zwar auch von schwächeren Patronen erreicht, es hat sich aber in der Jagdpraxis durchgesetzt, aus Selbstschutzgründen für den Jäger, stärkere Kaliber einzusetzen, da gerade verletztes Wild, zum Beispiel ein ausgewachsenes, männliches Wildschwein (in der Fachsprache Keiler genannt) sehr gefährlich werden kann. Dazu zählen besonders Kaliber wie .38 Special (+P), 9 × 19 mm, .40 S&W, .45 ACP und .357 Magnum (300–750 Joule). In vielen Bundesländern gehört das sichere Handhaben eines Revolvers, zum Beispiel im Kaliber .357 Magnum oder einer Pistole im entsprechenden Kaliber zum Inhalt der Jägerprüfung. 
Häufig werden Geschosse mit hoher Stoppwirkung wie beispielsweise Hohlspitzkonstruktionen verwendet; in der Regel immer Geschosse mit hoher Deformation und geringerer Penetration. Die Hohlspitzgeschosse waren bis zur Einführung des neuen Waffengesetzes am 1. April 2003 verboten, weshalb weiche Teilmantelgeschosse eingesetzt wurden, die ebenso eine hohe Stoppwirkung haben. Die aus Pistolen häufig verschossenen Vollmantelgeschosse sind weniger geeignet, weshalb sich jagdlich die Hohlspitzpatronen zunehmend durchsetzen.
Bei der Fallenjagd kommen, um für Pelzgewinnung keine zu großen Balgschäden zu erzeugen und aufgrund der kleinen Tiere, Kleinkaliber wie .22 lr oder 6,35 mm Browning zum Einsatz. Des Weiteren können für diesen Zweck Schrotpatronen für Kurzwaffen erworben werden.

## Kontroverse: Pro und Contra Kurz- und Langwaffen als Fangschusswaffen
Der Einsatz der Kurzwaffe für den Fangschuss ist in der Jägerschaft nicht unumstritten. Es wird auf die erhöhte Gefährlichkeit, die sich aus der Kurzläufigkeit der Kurzwaffen ergibt, sowie auf den erhöhten Trainingsbedarf hingewiesen. Des Weiteren haben Kurzwaffen für effektive Kaliber ein Eigengewicht von bis zu zwei Kilogramm. Aus diesen Gründen ziehen viele Jäger den Repetierer, meist in der Ausführung als Stutzen mit relativ kurzem Lauf, für den Fangschuss vor. Langwaffenmunition übertrifft die Energie der Kurzwaffenpatronen um ein Mehrfaches, beispielsweise hat die Patrone 8 × 57 IS (3600–4100 Joule) etwa die drei- bis vierfache Energie einer starken Revolverpatrone. 
Aus diesen Gründen wird von der Gegenseite auf die Gefährlichkeit eines Fangschusses aus kurzer Distanz mit Langwaffenmunition hingewiesen, die hier eine nicht mehr kontrollierbare Splitterwirkung entwickelt und einen großen Gefahrenbereich um das beschossene Stück Wild erzeugt – selbst in Richtung des Schützen durch zurückprallende Geschosssplitter. 
Schweißhundeführer und Nachsuchespezialisten greifen deshalb häufig auf Unterhebelrepetierer in Kurzwaffenkalibern oder außerhalb Deutschlands Vorderschaftrepetierer („Pump Gun“) mit Posten zurück. Beide Waffenarten sind sehr führig, haben eine geringe Gefahr des „Durchschusses“ und gefährden bei einem Fangschuss auf kurze Distanz nicht den Schützen und andere Jäger und Hunde.

## Abgabe des Fangschusses
Bei Schalenwild wird der Fangschuss in der Regel auf den Träger (Hals) oder das Haupt (Kopf) abgegeben, um einerseits den Tod schnell herbeizuführen und dem Tier auf diese Weise längere Leiden zu ersparen, andererseits um möglichst wenig Wildbret zu zerstören.
Eine andere Möglichkeit, verletztes Wild endgültig zu töten, ist der Einsatz von kalten Waffen (beispielsweise beim Abfangen oder Abnicken). Wegen der Gefahr, die von verletztem Wild ausgehen kann, ist der Einsatz von kalten Waffen zu diesem Zweck eingeschränkt. Das Abfangen wird zum Schutz der Jagdhunde von Hundeführern bei der Jagd bevorzugt und stellt die einzige Abfangmöglichkeit für Falkner dar. Da das Abnicken von Schalenwild große Übung erfordert, wird es in der Regel als nicht mehr waidgerecht angesehen.